# Discosporangiales
Ordre
Les Discosporangiales sont un ordre d’algues brunes de la classe des Phaeophyceae.

## Liste des familles
Selon AlgaeBase (16 août 2017) et World Register of Marine Species (21 novembre 2024):
- famille des Choristocarpaceae Kjellman
- famille des Discosporangiaceae Schmidt